# Zapora Kiri

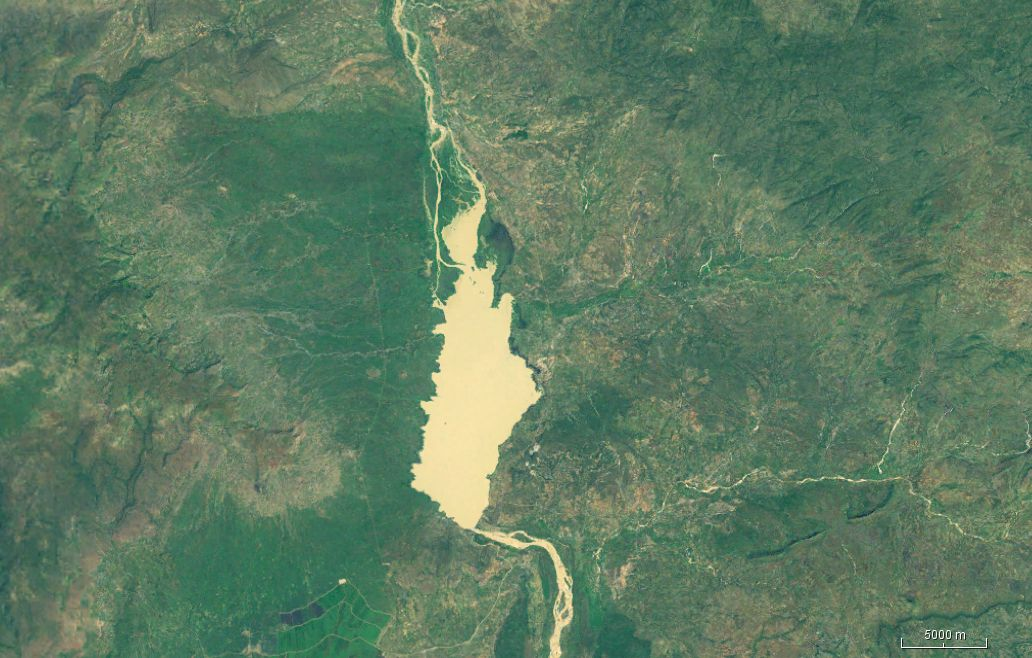
Zdjęcie satelitarne Zapory Kiri

Zapora Kiri – zapora na rzece Gongola w północno-wschodniej części Nigerii, w stanie Adamawa. Ma długość 1,2 km, wysokość 20 m oraz całkowitą pojemność 615 mln m³ Została ukończona w 1982.

## Wykorzystanie
Zapora została stworzona w celu zapewnienia wody do nawadniania plantacji trzciny cukrowej należących do Savannah Sugar Company(SSC). W 2002 r. przedsiębiorstwo zostało przejęte przez Dangote Group.
W 2009 r. przedsiębiorstwo posiadało 32 tys. hektarów ziemi w bezpośrednich okolicach zapory, z których 6330 było w użyciu. W tym czasie na plantacjach pracowało 5 tys. osób.

## Konsekwencje społeczne i środowiskowe
Konsekwencją powstania zapory stało się wysiedlenie z miejsca dotychczasowego zamieszkania około 20 tysięcy osób, z pominięciem wypłacenia należnych im odszkodowań. Pomoc dla osób przesiedlonych była niewystarczająca. Budowa zapory zmieniła reżim wodny rzeki Gongola. W jej dolnym biegu przepływ w sezonie deszczowym spadł z 1420 m³/s do 1256 m³/s, a w porze deszczowej wzrósł z 5,7 m³/s do 21 m³/s. Bieg rzeki stał się też węższy i mniej kręty.

## Plany
W 2008 r. United States Trade and Development Agency zaproponowała, aby przy zaporze zbudować elektrownię o mocy 35 MW.